# 인공수정

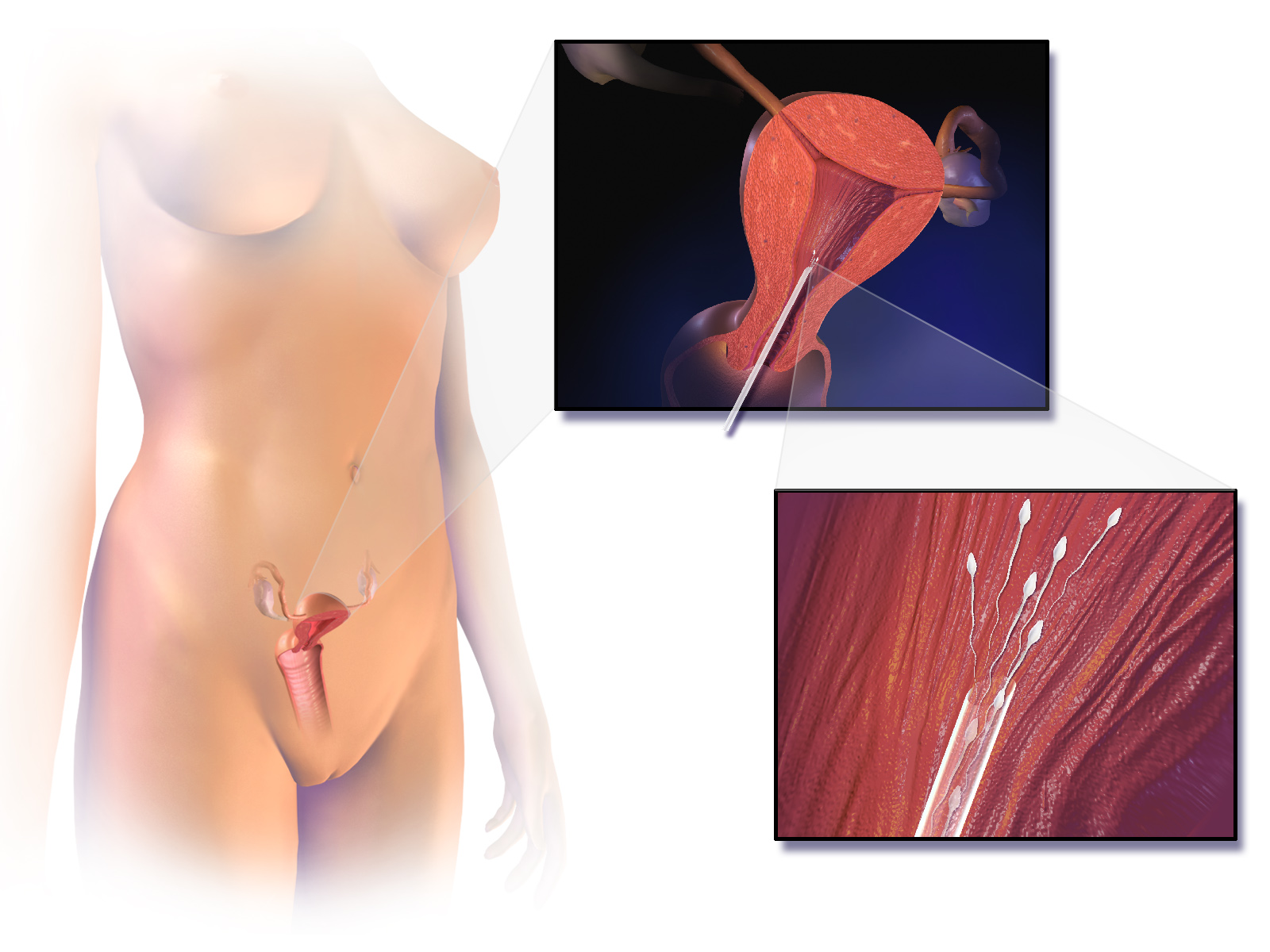
인공수정을 하는 과정을 나타낸 삽화

인공수정(人工授精, artificial insemination)은 정액을 채취하여 일정한 처리를 한 다음, 임신을 목적으로 기구를 사용하여 암컷의 생식기내로 주입하는 행위를 말한다. 종모축의 이용효율을 높이고, 단기간에 다수의 암컷을 수정시킬 수 있으며, 전염병을 미연에 방지할 수 있다.

## 인간
인공수정은 수정 시 사용하는 정자의 출처에 따라 배우자 인공수정과 비배우자 인공수정으로 나뉜다.
난임의 원인이 자궁경관이나 점액에 문제가 있을 경우, 자궁의 후굴과 전굴 등으로 정상적인 성관계로는 임신이 어려운 경우, 또한 남성의 성교 장애로 질 내로 삽입이 어려운 경우, 정자의 수가 정상보다 적어 정액 1ml당 정자수가 2,000만개 이하인 경우, 사정 시 정액이 0.5ml 이하인 경우, 그 외 정자가 자궁내로 들어갈 수 없는 경우에는 배우자의 정자를 이용하는 배우자 인공수정을 한다. 반면 비배우자 인공수정은 배우자가 무정자증이거나 정자의 활동성이 좋지 않아 배우자의 정자로는 임신이 불가능한 경우에 배우자 이외의 정액을 기증받아 시행이 된다. 정자 기증자는 보통 익명으로 하고 제3자라고 판명된 사람으로, 종합적인 건강상태, 유전자 이상, HIV(인간면역결핍바이러스)의 감염과 같은 성 매개 질환이 없는지를 사전에 철저히 조사하여 시행해야 한다. 시술 전 상담은 엄격하게 이뤄져야 하고, 기증자 정액 사용에 대해 부부간의 심도 깊은 논의가 반드시 필요하다. 최근에 사정액에서 정자를 농축하고 세척하여 직접 자궁 안으로 안전하게 주입할 수 있는 여러 기술들이 발달하였다.
자궁 강 내 정액주입(intrauterine insemination, IUI)은 일반적으로 생식샘 자극호르몬을 이용한 배란유도와 병행되는데, 이는 정자삽입의 정교한 시간 조절과 난자를 포함하는 많은 난포의 발달을 가능케한다. 배란의 수가 많아질수록 성공률은 향상된다. 자궁강 내 정액주입과 병행하는 생식샘자극호르몬에 의한 과배란은 남성불임이나 원인을 알 수 없는 불임치료에 도움이 된다.

## 동물
가축은 몸무게가 더 많이 나가는 수컷과 암컷이 짝짓기 하면 암컷에게 무리를 주고 여러 곳을 돌아다니면 암컷은 체력적 소모가 너무 크고 브루셀라 감염이 생길수 있기때문에 인공수정을 권장하며 씨숫소 채취한 정액 을 질소통에 냉동시켰다가 배란한 암컷 가축 자궁에 정액을 넣어 가축인공수정사, 수의사가 하며 암컷이 몸을 움직이기도 하며 발로 공격하기도한다.

## 같이 보기
- 매정
- 정자 기증

관련 단체
- 한국가축인공수정사협회